# Billy-Montigny

Billy-Montigny este o comună în departamentul Pas-de-Calais, Franța. În 1 ianuarie 2022 avea o populație de 8.027 de locuitori.